# فرمانده گارد ساحلی
فرمانده گارد ساحلی (انگلیسی: Commandant of the Coast Guard) ارشدترین جایگاه و عالی‌ترین عضو گارد ساحلی ایالات متحده آمریکا است. فرمانده گارد ساحلی دارای درجه دریابد است، که با تأیید سنای ایالات متحده توسط رئیس‌جمهور ایالات متحده برای یک دوره چهار ساله منصوب می‌شود. این سمت دارای یک جانشین فرمانده است، که او نیز دارای درجه دریابدی می‌باشد، همچنین دو فرمانده منطقه‌ای (گارد ساحلی منطقه اقیانوس آرام و گارد ساحلی منطقه اقیانوس اطلس) و دو معاون فرمانده (معاون عملیات و معاون پشتیبانی) که همگی دارای درجه دریاسالاری هستند، کمک می‌شود.
اگر چه گارد ساحلی ایالات متحده یکی از شش شاخه نظامی ایالات متحده است، ولی برخلاف سایر فرماندهان نیروها، فرمانده گارد ساحلی عضو اصلی ستاد مشترک نیروهای مسلح ایالات متحده آمریکا نمی‌باشد. برخلاف روسای سایر نیروها که رؤسای ستاد و فرماندهان اصلی (ارشدترین جایگاه هر نیرو) تنها نقش‌های اداری ایفا می‌کنند، فرمانده گارد ساحلی، فرماندهی عملیاتی بر گارد ساحلی را برعهده دارد.